# 常兴镇 (黑山县)
常兴镇，是中华人民共和国辽宁省锦州市黑山县下辖的一个乡镇级行政单位。

## 行政区划
常兴镇下辖以下地区：
常兴村、义合庄村、大刘家村、张岗子村、聂家村、唐家村、八旗村、太平村、两家子村、孙家村、四间房村、牛家村、大吴家村、马架子村、安家河村、乔家村和北王家村。